# Rida Tukar
Rida Hassan Tukar Fallata (arabisch رضا حسن تكر فلاتة, DMG Riḍā Ḥassan Tukar Fallāta, nach englischer Umschrift häufig Redha Tukar Fallatah; * 29. November 1975 in Medina) ist ein ehemaliger saudi-arabischer Fußballspieler. Er gewann zweimal die saudi-arabische Meisterschaft und nahm an den Weltmeisterschaften 2002 sowie 2006 teil.

## Karriere
Vom Zweitligaclub Ohod aus Medina kam Tukar 2001 zum saudi-arabischen Erstligisten al-Shabab, wo er auch gleich seinen ersten großen Titel feiern konnte, den Gewinn des asiatischen Pokalsieger-Wettbewerbs. Von 2003 bis 2013 spielte er in der Abwehr des Spitzenclubs al-Ittihad, mit dem er 2004 und 2005 den Titel der besten Vereinsmannschaft Asiens, die AFC Champions League, gewann.
Vor der Fußball-Weltmeisterschaft 2002 kam Rida Tukar auch zum ersten Mal für die saudi-arabischen Nationalmannschaft zum Einsatz und war auch bei allen drei Vorrundenspielen im Einsatz. Er spielt regelmäßig für das Team seines Landes und die Fußball-Weltmeisterschaft 2006 in Deutschland war seine zweite WM im WM-Aufgebot Saudi-Arabiens. Er war einer von nur vier Spielern im Team, die älter als dreißig Jahre waren.

## Titel / Erfolge
- AFC-Champions-League-Sieger: 2004, 2005 (al-Ittihad)
- Asian-Cup-Winners'-Cup-Sieger: 2001 (al-Shabab)
- Saudi-arabischer Meister: 2007, 2009 (al-Ittihad)
- Saudi-arabischer Pokalsieger: 2004 (al-Ittihad)